# Мага Віра
«Мага Віра» (Могутня Віра) — текст Лева Силенка (США) — засновника Рідної української національної віри. Написанню книги передували численні поїздки Силенка багатьма країнами й краями (Індія, Іран, Палестина, Мала Азія, Італія, Греція, Західна Європа та ін.).

## Зміст книги
В своїй книзі Лев Силенко описує засади створеної ним нової монотеїстичної релігії, богом якої проголошується Дажбог. Автор також торкається різних соціальних, психологічних та політичних питань. На сторінках праці Силенко вступає в полеміку з християнством, розглядає буддизм і зороастризм. Автор подає альтернативний погляд на історію, проголошуючи «давньоукраїнськими» древні народи та їх досягнення. Вперше книга була видана українською мовою у Нью-Йорку 1979 року.
Лев Силенко про "Мага Віру": "Усе нове насторожує людей. І часто осуджується, піднімається на глум. Були висміяні...твердження, що Земля рухається навколо Сонця. І треба сподіватися: буде й "Мага Віра" піднята на глум, писатимуть, що та чи та дата неправильно подана, ті чи ті твердження хибні" І "Мага Віра матиме...пристрастних ворогів, які знайдуть суперечливі твердження, дати, числа, недоліки